# War Industries Board
War Industries Board – amerykańska agencja rządowa istniejąca od 28 lipca 1917 roku do 30 listopada 1918 roku, której zadaniem była organizacja i koordynacja pracy przemysłu amerykańskiego na rzecz wygrania I wojny światowej.

## Historia
Przed I wojną światową rząd Stanów Zjednoczonych nie interweniował z zasady w funkcjonowanie gospodarki amerykańskiej. Potrzeba dobrze zorganizowanego wysiłku na rzecz wygrania wojny spowodowała zmianę polityki i odgórne przestawienie produkcji przemysłu na potrzeby prowadzenia wojny, w tym również nacjonalizację przedsiębiorstw i całych gałęzi przemysłu. Jeszcze przed przystąpieniem do wojny rozpoczęto przygotowania, uruchamiając program zbrojeniowy oraz program zaopatrzeniowy.

### Rada Obrony Narodowej
29 sierpnia 1916 roku utworzono doradczą Radę Obrony Narodowej (ang. Council of National Defense, CND), która miała koordynować przemysł i środki produkcji na rzecz narodowego bezpieczeństwa i dobrobytu oraz ustanowić system, który w razie potrzeby pozwoliłby na natychmiastową mobilizację dostępnych środków. W radzie zasiadło sześciu sekretarzy stanu: wojny, marynarki, zasobów wewnętrznych, rolnictwa, handlu i pracy, a jej przewodniczącym został sekretarz wojny Stanów Zjednoczonych. Równocześnie powstała komisja doradcza złożona z siedmiu doradców nominowanych przez prezydenta.
Rada pozbawiona była władzy administracyjnej, a jej struktura, oparta na układzie geograficznym, nie była sformalizowana, opierała się na pracy doraźnych komisji i nie odzwierciedlała struktury gospodarki amerykańskiej. 28 lutego 1917 roku rada powołała do życia Radę Standaryzacji Amunicji (ang. Munitions Standardisation Board) w celu wypracowania standardów produkcji amunicji, a w marcu 1917 roku powstała Generalna Rada ds. Amunicji (ang. General Munitions Board), której przewodnictwo objął Frank A. Scott i której zadaniem była koordynacja zakupu amunicji przez departamenty rządowe. Wobec rosnącego popytu na produkcję wojenną zarówno ze strony rządu amerykańskiego, jak i aliantów wystąpiły niedobory, a ceny zaczęły szybko rosnąć. By lepiej kontrolować sytuację, zaczęto tworzyć spontanicznie kolejne komisje i rady przy udziale różnych przedsiębiorstw (powstało ich ponad 150), których kompetencje i zakres odpowiedzialności często się pokrywały, a interesy sprzedających i kupujących przenikały w niezbyt transparentny sposób. Taki system dawał małe szanse na szybką i efektywną mobilizację gospodarki w momencie przystąpienia do wojny.

### War Industries Board (Rada Przemysłu Wojennego)
Wobec zaistniałej sytuacji w maju 1917 roku Frank A. Scott wyszedł z inicjatywą przyznania jego radzie uprawnień w zakresie kontroli produkcji przemysłowej, co zapoczątkowało debatę nad reorganizacją systemu mobilizacji. Latem 1917 roku stwierdzono, że Rada Obrony Narodowej nie spełniła oczekiwań. 28 lipca 1917 roku Rada Obrony Narodowej utworzyła za zgodą prezydenta Radę Przemysłu Wojennego USA (War Industries Board). Rada ta wchłonęła Radę Standaryzacji Amunicji i Generalną Radę ds. Amunicji, reorganizując również pracę wielu komisji, które zostały jej podporządkowane. Rada początkowo doradzała gabinetowi prezydenta i, podobnie jak Rada Obrony Narodowej, nie miała uprawnień administracyjnych. Współpracowała z amerykańską Izbą Handlową i 267 komisjami przemysłu. Rada wypracowała rozwiązania dla lepszej kontroli zakupów i cen, poprzez ustalenie systemu zakupów priorytetowych i mechanizmu regulacji cen. Jednak stale rosnące zamówienia z departamentu wojny, mnogość komisji i brak spójnego działania nadal uniemożliwiały efektywne przygotowywania mobilizacji.
4 marca 1918 roku prezydent Woodrow Wilson przeprowadził reorganizację Rady, którą uniezależnił od Rady Obrony Narodowej, przekształcając ją w samodzielną agencję podlegającą bezpośrednio prezydentowi. Przewodnictwo agencji zaproponował Bernardowi Baruchowi. Agencja otrzymała również szereg nowych funkcji i uprawnień, m.in. ustanawiania priorytetów dla produkcji przemysłowej, tworzenie nowych obiektów i przekształcanie istniejących zgodnie z potrzebami, doradzanie departamentom rządowym w zakresie cen zakupu i prowadzenie zakupów w imieniu aliantów. Rola przewodniczącego została wzmocniona.
Wkrótce agencja miała informacje o potencjalnych możliwościach produkcyjnych 28 tys. fabryk. Dysponowała również informacjami na temat zapotrzebowania agencji rządowych, aliantów i konsumentów i sterowała dystrybucją produkcji, by w jak najlepszy sposób te zapotrzebowania zaspokoić. Agencja pomagała w przestawianiu produkcji na cele wojenne, negocjowała kontrakty handlowe, dostarczała producentom know-how i obsługiwała zamówienia aliantów. Agencja zachęcała przedsiębiorstwa do standaryzacji i produkcji masowej.
Z czasem Rada przejęła większość funkcji Rady Obrony Narodowej, która w kolejnych latach straciła na znaczeniu. Po zakończeniu wojny Rada poddała się samorozwiązaniu 30 listopada 1918 roku.

## Organizacja Rady
Pierwszymi członkami Rady byli:
- Frank A. Scott – przewodniczący
- Bernard Baruch
- Robert S. Brookings
- Robert S. Lovett
- Hugh Frayne
- Palmer E. Pierce
- Frank Friday Fletcher

Wkrótce na stanowisku przewodniczącego Scotta zastąpił Daniel Willard, a od połowy stycznia 1918 roku szefostwo Rady objął na prośbę prezydenta Bernard Baruch, który w marcu 1918 roku po przekształceniu rady w agencję został również jej szefem.
Członkami Rady po jej reorganizacji zostali:
- Bernard Baruch – przewodniczący
- Alex Legge – wiceprzewodniczący
- Frank Friday Fletcher
- George Washington Goethals
- Robert S. Brookings
- Edwin B. Parker
- George N. Peek
- Hugh Frayne
- J. Leonard Replogle
- L.L. Summers
- Albert C. Ritchie
- H.P. Ingels